# Limnomys
Limnomys (Mearns, 1905) è un genere di Roditori della famiglia dei Muridi.

## Descrizione

### Dimensioni
Al genere Limnomys appartengono roditori di piccole dimensioni, con lunghezza della testa e del corpo tra 125 e 129 mm, la lunghezza della coda tra 147 e 180 mm e un peso fino a 82 g.

### Caratteristiche craniche e dentarie
Il cranio è relativamente largo ed alto, il rostro è corto, la bolla timpanica è grande e appiattita. Le creste sopra-orbitali sono poco pronunciate. Le arcate zigomatiche sono sottili, il palato è corto.
Sono caratterizzati dalla seguente formula dentaria:

### Aspetto
Il corpo è relativamente breve ed è ricoperto da una pelliccia lunga, soffice e densa, cosparsa di lunghi peli neri. La coda è ricoperta densamente di peli. Le orecchie sono piccole, i piedi sono lunghi e sottili, con sei cuscinetti appiattiti. Le femmine hanno un paio di mammelle pettorali e due paia inguinali.

## Distribuzione
Questo genere è endemico dell'Isola di Mindanao, nelle Filippine.

## Tassonomia
Il genere comprende 2 specie.
- Limnomys bryophilus
- Limnomys sibuanus